# Dante Parini
Dante Parini (* 21. November 1890 in Mailand; † 11. April 1969 ebenda) war ein italienischer Bildhauer.

## Biographie
Parini studierte an der Accademia di Belle Arti di Brera unter der Leitung von Meistern wie Enrico Butti, zusammen mit Giannino Castiglioni, mit wem er Ideen und Projekte gemeinsam nutzen
Er war in erster Linie ein Bildhauer von Denkmälern für die Gefallenen der Weltkriege und Gräbern von berühmten Persönlichkeiten nach dem Vorbild seines Lehrers Butti.
Unter anderem schuf er die Kriegsdenkmäler von Tarquinia und das Denkmal für die im Krieg gefallenen Soldaten von Induno Olona. Die Skulptur stammt aus dem Zweiten Weltkrieg mit der Arbeit von Parini, gefördert durch einen Ausschuss der Associazione nazionale combattenti e reduci (Nationale Vereinigung der Kämpfer und Veteranen) und der Associazione Nazionale Alpini (Nationaler Alpini-Verband), der den alten Entwurf eines vorherigen Denkmals wiederherstellen wollte, mit einer neuen Bronze-Statue, die diesmal aber einen einfachen Soldaten darstellt.
Einige seiner Werke befinden sich auf dem Cimitero Monumentale in Mailand, einschließlich der Gräber von Pini Defendini, Biotti Natoli, Ravetti und Karnevale im Tempel von Parabiago, das Grab von Moruzzo auf dem Friedhof von Sarzana und einige andere. Feine Skulpturen und Gemälde sind Teil der bedeutendsten Privatsammlungen.
Während seines langen Lebens nahm er an mehreren internationalen Ausstellungen teil.
Im Jahr 1924 erhielt er das Diplom der Ehrenmitgliedschaft der Accademia di Belle Arti di Brera.
Zusätzlich zu seiner Heimatstadt Mailand hatte er eine sehr enge Beziehung zu Brusimpiano, wo er der erste Bürgermeister am Ende des Zweiten Weltkriegs war.

## Arbeiten
- Denkmal der Gefallenen in Gedenken an die Gefallenen in Niguarda (1924), Piazza Gran Paradiso, Mailand.
- Familien-Grabmal Biotti Natoli (1925), Mailand.
- Denkmal in Erinnerung an die Gefallenen in Tarquinia.
- Caduti Monument in Gedenken an die Gefallenen, Induno Olona.
- Caduti Monument in Gedenken an die Gefallenen, Brusimpiano, Kupfer-Skulptur auf Steinsockel.
- Portrait von Bianca Maria Visconti, Marmorbüste, Raccolte d'art dell'Ospedale Maggiore Mailand 1941, 53 cm × 37 cm × 73 cm, Kuratorin Luciano Caramel[3].
- Sepulchral Denkmal – Denkmal Pini Family-Defendini  Silbergelatine  / Bromsilberpapier Cimitero Monumentale, 1925–1940, 18 × 24.

## Auszeichnungen und Dekorationen
- Kriegsheld, Tapferkeitsmedaille (Medaglia al Valor militare), 1942 das Verdienst von Heldentum im Kampf.
- Accademia di Belle Arti di Brera verlieh ihm den Titel eines Ehrenmitglied Diplom.
- Die Stadt Brusimpiano (Varese), dedizierte Titration der Straße vom Hauptzentrum: Via Dante Parini.
- Die Stadt Varese er über die Titration einer Studentenschule High School.